# Sacred 2: Fallen Angel
Sacred 2: Fallen Angel (letteralmente angelo caduto) è il seguito del videogioco Sacred: La leggenda dell'arma sacra, ed è stato sviluppato dalla casa produttrice Ascaron. È disponibile al pubblico dal 15 ottobre 2008 per Microsoft Windows. Il gioco è anche disponibile nelle versioni per la PlayStation 3 e la Xbox 360. Il 28 agosto 2009 è stata messa in commercio l'espansione Ice & Blood, con due nuove regioni, nuove missioni e un nuovo personaggio: il Mago dragone.
Il processo di sviluppo di Sacred 2 è stato caratterizzato da molti problemi e ritardi. Infine la Ascaron Entertainment ha dichiarato fallimento. I diritti sulla serie Sacred sono quindi passati alla Deep Silver, la quale ha successivamente prodotto lo spin-off Sacred Citadel (17 aprile 2013) e Sacred 3 (1º agosto 2014).

## Trama
Ancaria, 2000 anni prima dell'evocazione del demone di Sakkara da parte del negromante Shaddar (l'evento scatenante delle vicende di Sacred: La leggenda dell'arma sacra). I Serafini hanno condiviso con gli Alti Elfi l'Energia-T, una potente magia che gli ha permesso di creare un impero stabile, giusto e prosperoso. Ma il possesso e l'utilizzo di questo grande potere generò paura, rabbia e invidia. Sorse un conflitto, in seguito al quale gli Elfi ribelli abbandonarono la terraferma e divennero Driadi. Gli Uomini furono ridotti in schiavitù e poterono abitare solo in specifiche regioni. I Guardiani del Tempio si ridussero di numero. Così scemò anche il sapere e il controllo sulla macchina che genera l'Energia-T, che si guastò e disperse il suo contenuto per la terra. L'Energia-T, ora fuori controllo, iniziò a mutare creature e piante, dando così inizio a una nuova e sanguinosa guerra.
È nell'ambito di questa seconda guerra, un conflitto civile interno al regno degli Alti Elfi, che si svolge la campagna di Sacred 2. Da un lato si trova la nobiltà, dall'altro il clero: entrambi vogliono conquistare il potere. Nella campagna dell'Ombra l'obiettivo è aiutare il clero a trovare la macchina dell'Energia-T per sfruttarla a proprio vantaggio, mentre nella campagna della Luce l'obiettivo è impedire che ciò avvenga, per porre fine alla guerra.

## Modalità di gioco
Rispetto al primo capitolo della serie, questo è stato migliorato in molti campi.
Sacred 2 vanta un mondo totalmente sviluppato in 3D, molti effetti grafici, animazioni curate nel minimo dettaglio e una varietà immensa di nemici e personaggi.
I nemici sono dotati di una loro nuova intelligenza, se sorpresi in minoranza numerica non attaccheranno, ma andranno a chiamare rinforzi o scapperanno dall'eroe, per tornare all'attacco in un secondo momento, ovvero quando avranno ricaricato loro vita.
Ogni nemico è ben strutturato, con proprie debolezze e propri punti di forza, i nemici variano di regione in regione e posso anche impugnare armi o lanciare potenti incantesimi, offensivi o difensivi.
Ci sono migliaia di armi o armature che il nostro personaggio potrà raccogliere, vendere o utilizzare. Ogni arma è diversa da tutte le altre per potenza, bonus e aspetto.
I PNG hanno una loro vita, e all'arrivo del nostro eroe parleranno con esso

### Novità
In Sacred 2 sarà possibile intraprendere la campagna della Luce (bene) o dell'Ombra (male). Le campagne si sviluppano in due modi diversi e presentano un finale diverso.
Ogni classe di personaggio ha a disposizione all'interno del gioco una propria missione, con una ricompensa ben scelta.
I combattimenti a dorso di cavalli o cavalcature speciali è molto aumentato, grazie a nuove abilità presenti solo in questo capitolo della saga.
Ogni personaggio può essere costruito in moltissimi modi diversi, preferendo l'attacco alla difesa, o gli attacchi fisici a quelli magici.
Il multiplayer può essere giocato in partite cooperative, libere, di clan o PvP, sia in modalità LAN (rete locale) sia in online.
Le divinità sono una grande novità nel gioco. All'inizio della partita dovremmo scegliere a che dio affidarci, e durante il gioco potremmo utilizzare il potere da lui datoci, per esempio accecare i nemici o evocare un enorme demone.

## Personaggi
I personaggi di Sacred 2 non sono gli stessi del primo episodio:
- La Serafina: Le Serafine sono potenti guerriere alate equipaggiate con armi molto particolari. Il loro aspetto le rende al tempo stesso misteriose e affascinanti. Con i loro lunghi capelli fluenti e gli occhi senza pupille, sono di una bellezza sovrannaturale. Ma le apparenze possono ingannare. Le Serafine sono in grado sia di utilizzare potenti incantesimi, sia di utilizzare potenti e tecnologiche armi da combattimento ravvicinato. Le sue abilità sono Guerriero Divino, Magia Celestiale e Tecnologia Venerata.
- L'Alta Elfa: l'Alta Elfa appartiene all'antica razza parzialmente responsabile del conflitto, nato dall'energia-T che sta turbando Ancaria. Lunghi anni di studi nel campo della magia hanno reso l'Alta Elfa una maga sopraffina. Riesce a utilizzare perfettamente ogni incantesimo elementale, e può anche incanalare la loro potenza dentro a bastoni da combattimento. Le sue abilità sono Piromania Avanzata, Folgore Mistica e Arcania Delfica.
- La Driade: Le Driadi discendono dagli Elfi rinnegati che in tempi antichi si rifugiarono nelle isole occidentali. Vivono in simbiosi con la natura e sono le massime esperte di magia naturale. Inoltre sono molto abili con le armi a distanza come archi e cerbottane, e padroneggiano molto bene il veleno. Le sue abilità sono Cacciatrice Brutale, Voodoo Cabalistico e Magia Naturale.
- Guardiano del Tempio: Il Guardiano del Tempio è antico come la stessa Energia-T. Alcune parti del Guardiano del Tempio sono formate da materiale organico che deve essere protetto da una corazza, ma è a tutti gli aspetti una specie di cyborg. Un automa animato dall'Energia-T, e grazie a questa utilizza potenti armi tecnologiche e distruttive, accompagnate da devastanti incantesimi. Le sue abilità sono Custode Devoto, Fusione Antica e Fonte Energetica.
- Guerriero Ombra: I guerrieri Ombra sono valorosi soldati che hanno perso la vita nei campi di battaglia di Ancaria. Sono rispettati e temuti dai nemici quanto dagli alleati. Il Guerriero Ombra non solo può utilizzare armi e corazze pesanti, ma può anche contare su particolari incantesimi che lo rendono brutale e invincibile. Le sue abilità sono Guerriero Mortale, Campione Malefico e Signore Astrale.
- Inquisitore: L'inquisitore è l'alto sacerdote degli Alti Elfi. È spietato e arrogante, e agisce unicamente per i propri interessi, il destino degli altri abitanti di Ancaria non ha alcuna importanza per lui. L'inquisitore non ha nemmeno il minimo rispetto per i morti, che richiama spesso dall'oltretomba per farsi assistere in battaglia, grazie ai suoi incantesimi. Padroneggia senza fatica armi pesanti come mazze e asce. Le sue abilità sono Inquisizione Sanguinaria, Supremazia Astuta e Inferi Nefasti.
- Mago dragone: (personaggio aggiunto con l'espansione Ice & Blood) Guerriero calvo e giovane, il mago può trasformarsi in drago ed è abile con i bastoni da combattimento e spade. Il mago dragone può evocare draghi ed è anche bravo negli elementi della natura creando tornadi o golem dal terreno, può creare illusioni e uccidere mentalmente i nemici. Le sue abilità sono Magia Draconica, Magia Elementale e Mentalismo.

### Cavalcature speciali
Oltre alle normali cavalcature del gioco quali cavalli e ronzini, ogni personaggio dispone di una singola particolare cavalcatura speciale:
- La Serafina dispone della temibile Tigre dai denti a sciabola, veloce e forte allo stesso tempo.
- L'Alta Elfa possiede il Serpente alato, che nonostante non sia un drago è ugualmente potente.
- La Driade può utilizzare il Varano Gigante, un grande lucertolone molto resistente.
- Il Guardiano del Tempio utilizza la tecnologica Ruota meccanica, un gioiello tecnologico alimentato a Energia-T.
- Il Guerriero Ombra ha riportato con sé dall'aldilà il Mastino infernale, un brutale essere che distrugge i nemici.
- L'Inquisitore cavalca il Ragno funebre, una creatura che terrorizza i nemici per la sua stazza.
- Il Mago Dragone porta dalla sua terra il Draconicon, un cavallo fiammeggiante e pericoloso.

## Concerto Blind Guardian

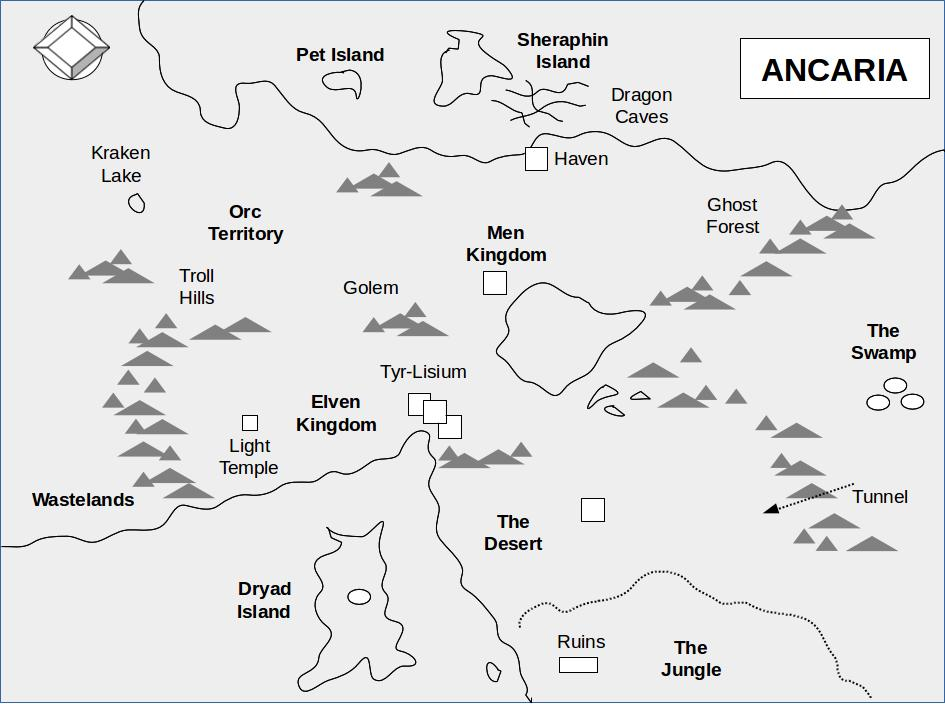
Ancaria

Nel gioco, dopo aver completato una serie di quest, dove Hansi leader della band "Caos Delirium", chiede al giocatore di recuperare gli strumenti, sarà possibile vedere il video di un concerto, dove la band canta la canzone dei Blind Guardian Sacred Worlds.
La canzone, riarrangiata, è compresa nell'album At the edge of Time dei Blind Guardian, uscito nel 2010.

## Curiosità
Nella zona delle Catacombe Tenebrose è possibile trovare inciso su una lapide un riferimento alla saga di Guida galattica per gli autostoppisti: un epitaffio recita "Addio e grazie per tutto il pesce".